# Giro del Trentino 2016
Il Giro del Trentino 2016, quarantesima edizione della corsa, valida come evento del circuito UCI Europe Tour 2016 e della Coppa Italia 2016, di categoria 2.HC, si svolse dal 19 al 22 aprile 2016 lungo un percorso di complessivi 597,6 km suddiviso in quattro tappe.
La vittoria fu appannaggio dello spagnolo Mikel Landa del Team Sky, che concluse la competizione con il tempo di 14 ore, 44 minuti e 48 secondi, alla media di 40,52 km/h.

## Tappe
| Tappa  | Data      | Percorso                                   | km    | Vincitore di tappa | Leader cl. generale |
| ------ | --------- | ------------------------------------------ | ----- | ------------------ | ------------------- |
| 1ª     | 19 aprile | Riva del Garda > Torbole (cron. a squadre) | 12,1  | Astana Pro Team    | Valerio Agnoli      |
| 2ª     | 20 aprile | Arco > Anras (A)                           | 220   | Mikel Landa        | Mikel Landa         |
| 3ª     | 21 aprile | Sillian (A) > Mezzolombardo                | 204,6 | Tanel Kangert      | Mikel Landa         |
| 4ª     | 22 aprile | Malé > Cles                                | 160,9 | Tanel Kangert      | Mikel Landa         |
| Totale | Totale    | Totale                                     | 597,6 |                    |                     |

## Squadre e corridori partecipanti
| N.    | Cod. | Squadra                     |
| ----- | ---- | --------------------------- |
| 1-8   | SKY  | Team Sky                    |
| 11-18 | ALM  | AG2R La Mondiale            |
| 21-28 | AST  | Astana Pro Team             |
| 31-38 | ITA  | Italia                      |
| 41-48 | AND  | Androni Giocattoli-Sidermec |
| 51-58 | BAR  | Bardiani-CSF                |
| 61-68 | GAZ  | Gazprom-RusVelo             |
| 71-78 | NIP  | Nippo-Vini Fantini          |
| 81-88 | STH  | Southeast-Venezuela         |

| N.      | Cod. | Squadra                        |
| ------- | ---- | ------------------------------ |
| 91-98   | BOA  | Bora-Argon 18                  |
| 101-108 | CJR  | Caja Rural-Seguros RGA         |
| 111-118 | DPC  | Drapac Professional Cycling    |
| 121-128 | SKD  | Skydive Dubai Pro Cycling Team |
| 131-138 | AZT  | D'Amico-Bottecchia             |
| 141-148 | BRA  | Brasile                        |
| 151-158 | NMG  | Norda-Mg.K Vis                 |
| 161-168 | TIR  | Tirol Cycling Team             |
| 171-178 | AMO  | Amore & Vita-Selle SMP         |

## Dettagli delle tappe

### 1ª tappa
- 19 aprile: Riva del Garda > Torbole – Cronometro a squadre – 12,1 km

Risultati
| Pos. | Squadra          | Tempo  |
| ---- | ---------------- | ------ |
| 1    | Astana Pro Team  | 13'30" |
| 2    | Team Sky         | a 14"  |
| 3    | AG2R La Mondiale | s.t.   |

| Pos. | Corridore       | Squadra | Tempo  |
| ---- | --------------- | ------- | ------ |
| 1    | Valerio Agnoli  | Astana  | 13'30" |
| 2    | Vincenzo Nibali | Astana  | s.t.   |
| 3    | Jakob Fuglsang  | Astana  | s.t.   |

### 2ª tappa
- 20 aprile: Arco > Anras (A) – 220 km

Risultati
| Pos. | Corridore       | Squadra  | Tempo    |
| ---- | --------------- | -------- | -------- |
| 1    | Mikel Landa     | Team Sky | 5h18'12" |
| 2    | Sergej Firsanov | Gazprom  | a 4"     |
| 3    | Damiano Cunego  | Nippo    | a 13"    |

| Pos. | Corridore       | Squadra  | Tempo    |
| ---- | --------------- | -------- | -------- |
| 1    | Mikel Landa     | Team Sky | 5h31'46" |
| 2    | Jakob Fuglsang  | Astana   | a 10"    |
| 3    | Sergej Firsanov | Gazprom  | a 15"    |

### 3ª tappa
- 21 aprile: Sillian (A) > Mezzolombardo – 204,6 km

Risultati
| Pos. | Corridore      | Squadra    | Tempo    |
| ---- | -------------- | ---------- | -------- |
| 1    | Tanel Kangert  | Astana     | 5h05'27" |
| 2    | Patrick Konrad | Bora-Argon | a 10"    |
| 3    | Romain Bardet  | AG2R La M. | s.t.     |

| Pos. | Corridore      | Squadra  | Tempo     |
| ---- | -------------- | -------- | --------- |
| 1    | Mikel Landa    | Team Sky | 10h37'23" |
| 2    | Tanel Kangert  | Astana   | a 8"      |
| 3    | Jakob Fuglsang | Astana   | a 10"     |

### 4ª tappa
- 22 aprile: Malé > Cles – 160,9 km

Risultati
| Pos. | Corridore     | Squadra   | Tempo    |
| ---- | ------------- | --------- | -------- |
| 1    | Tanel Kangert | Astana    | 4h07'29" |
| 2    | Matteo Busato | Southeast | s.t.     |
| 3    | Mikel Landa   | Team Sky  | s.t.     |

| Pos. | Corridore      | Squadra  | Tempo     |
| ---- | -------------- | -------- | --------- |
| 1    | Mikel Landa    | Team Sky | 14h44'48" |
| 2    | Tanel Kangert  | Astana   | a 2"      |
| 3    | Jakob Fuglsang | Astana   | a 14"     |

## Classifiche finali

### Classifica generale - Maglia fucsia
| Pos. | Corridore              | Squadra       | Tempo     |
| ---- | ---------------------- | ------------- | --------- |
| 1    | Mikel Landa            | Team Sky      | 14h44'48" |
| 2    | Tanel Kangert          | Astana        | a 2"      |
| 3    | Jakob Fuglsang         | Astana        | a 14"     |
| 4    | Sergej Firsanov        | Gazprom       | a 19"     |
| 5    | Patrick Konrad         | Bora-Argon 18 | a 24"     |
| 6    | Romain Bardet          | AG2R La M.    | a s.t.    |
| 7    | Domenico Pozzovivo     | AG2R La M.    | a 28"     |
| 8    | Emanuel Buchmann       | Bora-Argon 18 | a 30"     |
| 9    | Jean-Christophe Péraud | AG2R La M.    | a 42"     |
| 10   | Hubert Dupont          | AG2R La M.    | a 56"     |

### Classifica scalatori - Maglia verde
| Pos. | Corridore       | Squadra    | Punti |
| ---- | --------------- | ---------- | ----- |
| 1    | Mikel Landa     | Team Sky   | 22    |
| 2    | Sergej Firsanov | Gazprom    | 20    |
| 3    | Jakob Fuglsang  | Astana     | 16    |
| 4    | Vincenzo Nibali | Astana     | 12    |
| 5    | Antonio Molina  | Caja Rural | 10    |

### Classifica a punti
| Pos. | Corridore        | Squadra        | Punti |
| ---- | ---------------- | -------------- | ----- |
| 1    | Antonio Molina   | Caja Rural     | 6     |
| 2    | Damiano Cunego   | Nippo          | 6     |
| 3    | Nicola Gaffurini | Norda-Mg.K Vis | 6     |
| 4    | Vincenzo Nibali  | Astana         | 4     |
| 5    | Cesare Benedetti | Bora-Argon 18  | 4     |

### Classifica giovani - Maglia bianca
| Pos. | Corridore          | Squadra       | Tempo     |
| ---- | ------------------ | ------------- | --------- |
| 1    | Egan Bernal        | Androni       | 14h49'06" |
| 2    | Daniel Martínez    | Southeast     | a 2'03"   |
| 3    | Cristian Rodríguez | Southeast     | a 5'11"   |
| 4    | Edward Ravasi      | Naz. Italiana | a 8'52"   |
| 5    | Gianni Moscon      | Team Sky      | a 9'22"   |